# Chiesa di Hulsig
La chiesa di Hulsig (in danese: Hulsig Kirke) è la chiesa parrocchiale del villaggio di Hulsig, a sud di Skagen, nello Jutland Settentrionale in Danimarca.

## Storia e descrizione
La piccola chiesa di Hulsig fu completata nel 1894. Progettata da Vilhelm Ahlmann in stile neoromanico, l'edificio è realizzato in mattoni rossi ed è composto da un coro triangolare e una sola navata. Sopra la facciata si erge un piccolo campanile con una guglia. Il dipinto sull'altare è una copia di Hyrden finder det bortløbne lam (Il pastore trova la pecora smarrita) di Joakim Skovgaard. L'organo è stato realizzato da Peter Bruhn nel 1972.